# 후베르트 판 에이크
후베르트 판 에이크(c. 1385–90년~1426년 9월 18일)는 플랑드르파 화가이다. 그는 얀 판 에이크의 형이기도 하다. 그가 완성했다고 분명하게 말할 수 있는 작품은 확실치는 않지만, 플랑드르파의 핵심 화가였다고 칭송받고 있다. 섬세한 명암 묘사가 가능한 유화기법을 개발하기도 하였다.